# Estemmenosuchus
Genre
Espèces de rang inférieur
- † E. uralensis (type) Tchudinov, 1960
- † E. mirabilis Tchudinov, 1968

Synonymes
- Anoplosuchus tenuirostris (Tchudinov, 1968)
- Zopherosuchus luceus (Tchudinov, 1963)

Estemmenosuchus (littéralement « crocodile à couronne » en grec ancien) est un genre éteint de grands thérapsides dinocéphales omnivores, appartenant à la famille éponyme et également éteinte des estemmenosuchidés, ayant vécu durant le milieu du Permien (environ 267 millions d'années) et dont les restes furent retrouvés dans les années 1960 à proximité d'Otchior, en Russie, dont une majorité de squelettes complets comme partiels. Les genres Anoplosuchus et Zopherosuchus sont considérés comme des représentants femelles de l'espèce E. uralensis, les reléguant au rang de synonymes.

## Description

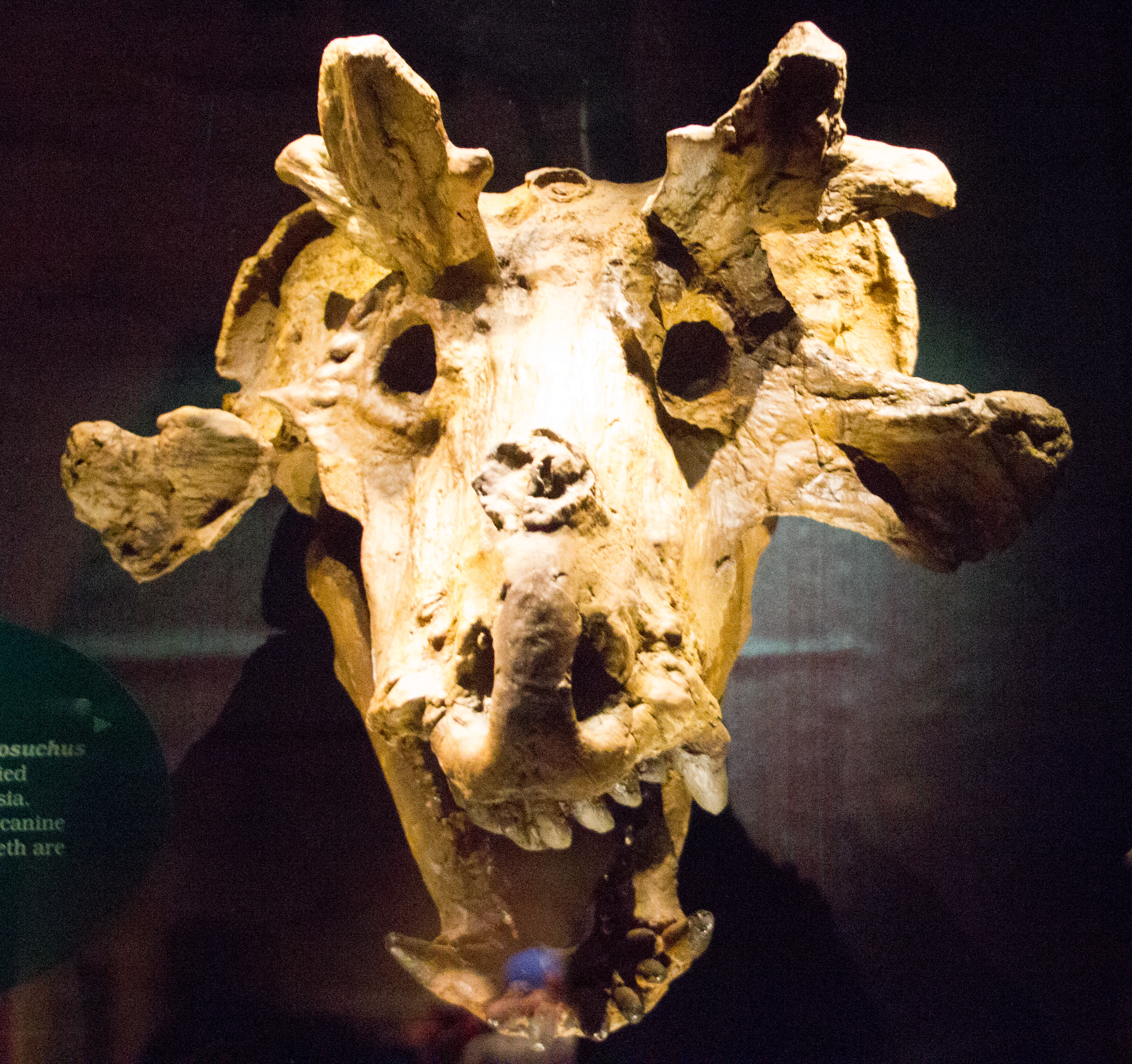
Crâne d'E. mirabilis.

Estemmenosuchus mesure entre 3 et 4,5 m de long et les plus grands crânes dépassent 68 cm de long,. Ces derniers possède plusieurs ensembles des structures en forme de « cornes », quelque peu similaires aux bois d'un orignal, poussant vers le haut et vers l'extérieur des côtés et du haut de la tête. L'animal avait une posture tentaculaire comme indiqué par l'analyse de ses articulations de l'épaule. Le crâne ressemble superficiellement à celles de Styracocephalus, mais les « cornes » sont formées à partir d'os différents : chez Estemmenosuchus, les cornes sont situées sur le front et font saillie vers le haut, tandis que chez Styracocephalus, les cornes sont formées par le tabulaire et s'étendent vers l'arrière.

## Espèces

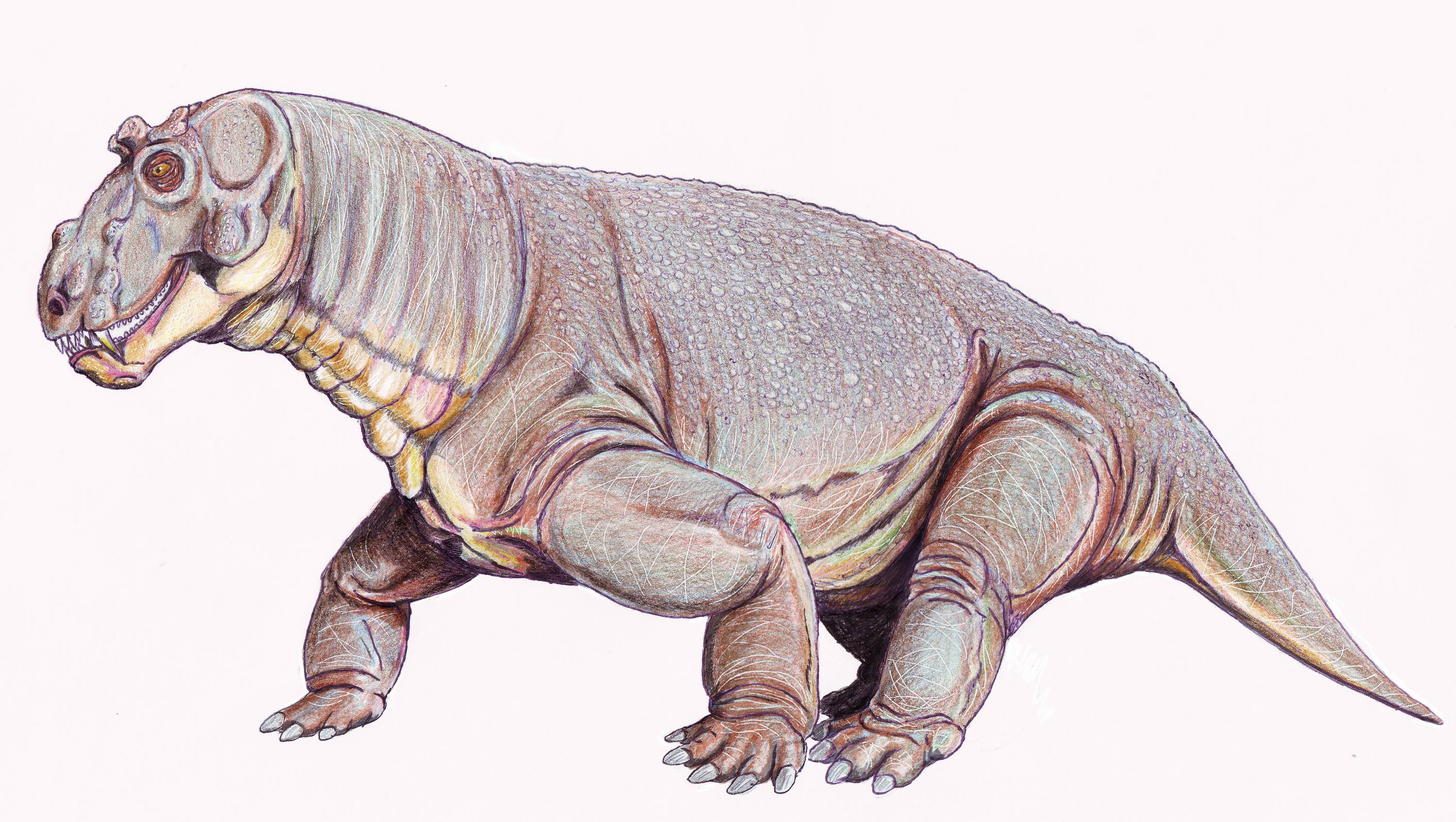
Reconstitution d'Estemmenosuchus uralensis par Dimitri Bogdanov.

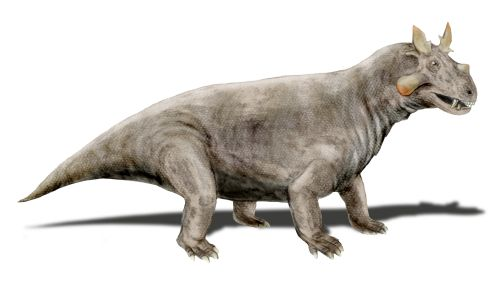
Reconstitution d'Estemmenosuchus mirabilis par Nobu Tamura.

Il existe seulement deux espèces identifiées appartenant au genre Estemmenosuchus et tous les fossiles proviennent de la localité d'Ezhovo, près d'Otchior, dans la région de Perm situé en Russie, dans les années 1960. Ils sont découverts avec les biarmosuchiens Eotitanosuchus et Biarmosuchus dans les dépôts d'inondation des canaux des jeunes montagnes de l'Oural. Ils y diffèrent par la taille, la forme du crâne ainsi que celles des protubérances crâniennes.
À l'origine, tous les spécimens étaient inclus dans Estemmenosuchus uralensis mais les paléontologues se sont depuis rendu compte qu'il y a un certain nombre d'espèces différentes. Cependant, certains de ces derniers ne partage pas cet avis : selon Ivakhnenko (1998), Anoplosuchus et Zopherosuchus sont des synonymes et des représentants femelles d'Estemmenosuchus uralensis,.

## Paléobiologie

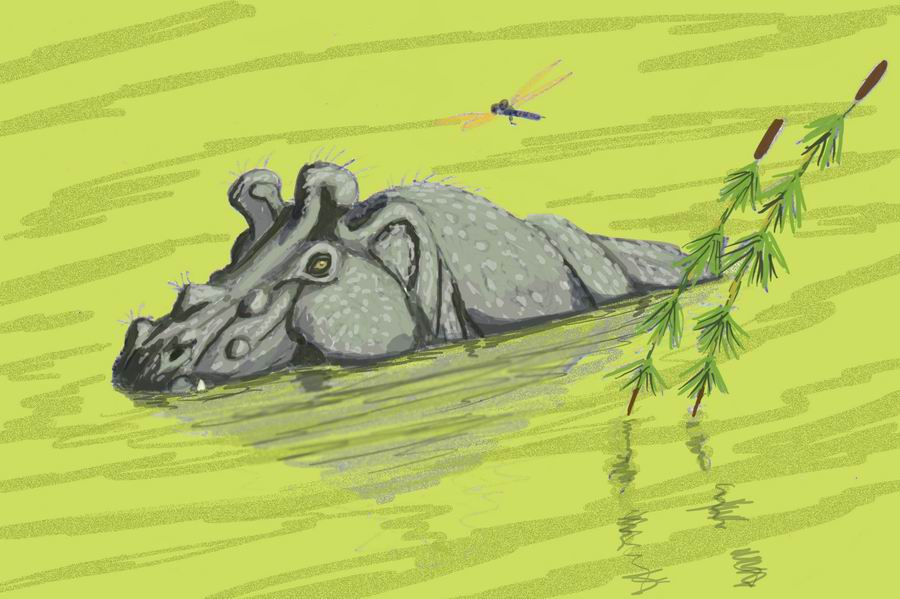
Plusieurs paléontologues suggèrent qu'Estemmenosuchus (dans l'image E. uralensis) serait semi-aquatique et aurait eu un mode de vie semblable à celui des hippopotames.

### Thermorégulation
Il est suggéré que l'animal aurait une température interne assez constante. Sa grande taille et sa construction compacte donne un petit rapport surface/volume et suggère qu'il ne gagnerait ou ne perdrait pas de température rapidement. Ce phénomène appelé gigantothermie est probablement un facteur important dans la régulation de la température chez la plupart des thérapsides.

### Peau
Chudinov a rapporté des empreintes cutanées provenant d'un crâne exceptionnellement bien conservé d'un Estemmenosuchus mirabilis en 1968. La peau est décrite comme étant « glandulaire », c'est-à-dire similaire à celles des mammifères sans poils ou des grenouilles.